# Борис (Баранов)
Епи́скоп Бори́с (в миру Михаи́л Миха́йлович Бара́нов; род. 14 сентября 1964, Туголесский Бор, Московская область) — архиерей Русской православной церкви, епископ Костомукшский и Кемский (с 2020).
Тезоименитство — 2 (15) мая (память страстотерпеца благоверного князя Бориса).

## Биография
Родился 14 сентября 1964 года в посёлке Туголесский Бор Шатурского района Московской области. В 1982—1984 годах проходил срочную службу в рядах ВС СССР.
Крещён 28 июля 1990 года в Свято-Троицком храме в Калужской области.
В 1987—1992 годах обучался на историческом факультете Коломенского педагогического института.
В 1992—1994 годах работал в православном братстве при Воскресенском соборе города Тутаева Ярославской области.
12 февраля 1994 года в Федоровском кафедральном соборе города Ярославля архиепископом Ярославским и Ростовским Михеем (Хархаровым) рукоположён в сан диакона, а 20 марта того же года — в сан пресвитера.
С 28 марта 1994 года служил в храме Архангела Михаила в села Савинское Тутаевского района Ярославской области.
В 1994—2000 годах обучался в Московской духовной семинарии.
В 1995—1998 годах работал преподавателем истории в Православной школе имени св. праведного Иоанна Кронштадтского.
В 1996—2004 годах — преподаватель общецерковной истории и инспектор Ярославского духовного училища.
2 апреля 1998 года архиепископом Ярославским Михеем в Борисоглебском мужском монастыре посёлка Борисоглебский пострижен в монашество с наречением имени Борис в честь благоверного князя Бориса.
С 17 ноября 1999 года — настоятель Богоявленского храма города Ярославля. С 23 августа 2000 года — штатный клирик того же храма (настоятелем назначен епископ Иосиф, викарий Ярославской епархии).
4 июля 2003 года командирован на служение в Казанский женский монастырь города Данилова Ярославской области.
В 2005 году возведён в сан игумена.
В 2005—2015 годах — заместитель заведующего кафедрой теологии Ярославского государственного педагогического университета и преподаватель истории древней христианской Церкви.
2 апреля 2007 года командирован на служение в Казанский храм города Тутаева. С 1 марта 2013 года — настоятель прихода.
В 2013—2015 годах обучался в магистратуре Ярославского государственного педагогического университета им. К. Д. Ушинского по направлению «Педагогическое образование».
В 2013—2015 годах — преподаватель катехизаторских курсов при Рыбинской епархии.
В 2015—2017 годах проходил профессиональную переподготовку по программе «Теология».
С 2015 года — проректор по учебной работе Ярославской духовной семинарии. С 2016 года — преподаватель катехизаторских курсов при Ярославской митрополии. С 2017 года — старший преподаватель кафедры теологии Ярославского государственного педагогического университета им. К. Д. Ушинского.
23 июля 2017 года назначен настоятелем прихода храма Никиты Мученика города Ярославля.

### Архиерейство
30 мая 2019 года решением Священного Синода РПЦ избран викарием Ярославской епархии с титулом «Некрасовский».
9 июня 2019 за Литургией в Николо-Бабаевском мужском монастыре посёлка Некрасовское Ярославской области митрополитом Ярославским и Ростовским Пантелеимоном возведён в сан архимандрита.
13 июня в Тронном зале Храма Христа Спасителя в Москве состоялось наречение во епископа.
11 июля 2019 года в верхнем храме Спасо-Преображенского собора Валаамского монастыря хиротонисан во епископа Некрасовского, викария Ярославской епархии. Хиротонию совершили: Святейший Патриарх Московский и Всея Руси Кирилл, митрополит Крутицкий и Коломенский Ювеналий (Поярков), митрополит Санкт-Петербургский и Ладожский Варсонофий (Судаков), митрополит Волоколамский Иларион (Алфеев), митрополит Тверской и Кашинский Савва (Михеев), митрополит Ярославский и Ростовский Пантелеимон (Долганов), митрополит Петрозаводский и Карельский Константин (Горянов), митрополит Сингапурский и Юго-Восточно-Азиатский Сергий (Чашин), митрополит Корсунский и Западноевропейский Антоний (Севрюк), архиепископ Калининградский и Балтийский Серафим (Мелконян), архиепископ Каширский Феогност (Гузиков), архиепископ Якутский и Ленский Роман (Лукин), епископ Троицкий Панкратий (Жердев), епископ Выборгский и Приозерский Игнатий (Пунин), епископ Туровский и Мозырский Леонид (Филь), епископ Рыбинский и Даниловский Вениамин (Лихоманов); епископ Сочинский и Туапсинский Герман (Камалов), епископ Костомукшский и Кемский Игнатий (Тарасов), епископ Переславский и Угличский Феоктист (Игумнов).
25 августа 2020 года Священным Синодом Русской Православной Церкви (журнал № 60) назначен епископом Костомукшским и Кемским.